# Kikidéni
Kikidéni est une commune rurale située dans le département de Fada N'Gourma de la province du Gourma dans la région de l'Est au Burkina Faso.

## Géographie
Village traversé par la route nationale 18, à proximité du village kantambari et pentoudengou. Kikidéni est situé à 15 km au Sud de Fada N'Gourma,chef-lieu du département, de la province et capitale de la région, et à 10 km à l'Est de Koaré.

## Santé et éducation
Le centre de soins le plus proche de Kikidéni est le centre de santé et de promotion sociale (CSPS) de Koaré.

## Culture
Le village a fait l'objet dune série télévisée réalisée par la comédienne et réalisatrice Aminata DIALLO GLEZ . Lancée en 2005 sous le nom de " 3 Hommes 1 village" puis 5 ans plus tard une deuxième saison , la série met en scène les rivalités et les complicités de trois personnages principaux, un Chef de village, un Ladji( riche musulman) et un Curé aux caractères bien trempés. Le 17 juin 2023 , a eu lieu le lancement officiel du tournage de la troisième saison baptisée "Bienvenue à Kikideni"  dans le même village , la série met à nu les faits de la société.